# Roger Taylor (dobos, 1960)
Roger Andrew Taylor (1960. április 26. –) angol zenész, leginkább a Duran Duran dobosaként ismert, amely együttesben 1985-ig játszott, majd 2001 óta ismét tag. 2022-ben a Duran Duran tagjaként beiktatták a Rock and Roll Hall of Fame-be.

## Fiatalkora
Roger Andrew Taylor Birmingham Shard End szomszédságában született 1960. április 26-án, ahol 11 éves koráig lakott, miután családjával Castle Bromwich-ba költözött. 12 évesen kezdett el dobolni, önmagát tanította. Gyerekként gyakran járt az Aston Villa FC mérkőzéseire, álma volt, hogy egyszer a csapat kapusa lesz. Később valóra vált álma, hogy a Villa Parkban játsszon, ugyan a Duran Duran dobosaként, egy koncerten 1983-ban. Gyerekkorában kedvenc dobosai Paul Thompson (Roxy Music), Charlie Watts (The Rolling Stones) és Tony Thompson (Chic) voltak.
Mielőtt csatlakozott volna a Duran Duran-hoz, Taylor több iskolai együttessel is fellépett. Alapító tagja volt a Scent Organs new wave/punk együttesnek, akik döntősek voltak az 1978-as Melody Maker versenyben. Miután az együttes felbomlott 1979-ben, csatlakozott a Duran Duran-hoz, ahol az együttes "csendes tagja"-ként lett ismert.

## A Duran Duran tagjaként

### 1979–1986
Taylor az 1980-as évek elején nemzetközi sztár lett a Duran Duran tagjaként. Az együttes első három albumán (Duran Duran, Rio, Seven and the Ragged Tiger) és az Arena koncertalbumon is dobolt. 1985-ben az együttes kiadta a Halálvágta James Bond film főcímdalát, amely első helyig jutott az Egyesült Államokban, amellyel az első és egyetlen Bond-főcímdal lett, amelynek ez sikerült. Ennek ellenére Taylor nem volt boldog a sok turnézással és nyomással, amely ráhelyezkedett. A Duran Duran fellépett 1985 júliusában a Live Aid koncerten Philadelphiában. Ebben az időszakban Taylor két Grammy-díjat nyert az együttessel.
Mielőtt kilépett volna az együttesből, dolgozott a So Red The Rose albumon, amelyet az Arcadia projektjükhöz vettek fel. A lemezen szerepelt Sting, David Gilmour, Herbie Hancock és Grace Jones is. Közreműködött a The Power Station, Some Like It Hot című dalán. Eredetileg egy éves szünetet tartott volna, de 1986-ban az együttes kiadott egy közleményt, hogy Taylor elhagyta az együttest.

### 1994, 2001–napjainkig
1994-ben átmenetileg újra csatlakozott a Duran Duranhoz, hogy három dalon is játsszon a Thank You című albumukon. Szerepelt a Perfect Day videóklipjében is.
1997-ben megalapította a Freebass együttest, amellyel kiadta a Love Is Like Oxygen kislemezt a Cleveland City Records-on keresztül. Producerként is dolgozott Funk Face név alatt Jake Roberts-szel együtt.
2001-ben ismét tagja lett a Duran Duran-nek, mikor a Rio-éra összes tagja újra összeállt. Ezt öt teltházas koncert fogadta a Wembley Arénában, játszottak a Madison Square Garden-ben és szerződést kötöttek az Epic Records-dzal. Együtt kiadták az Astronaut című albumot és a sikeres (Reach Up for The) Sunrise kislemezt.
Az Astronaut-turné több, mint két évig tartott, az együttes több díjat is elnyert a Q magazintól, az MTV-től és egy Brit Award-ot.
2010. december 21-én jelent meg az All You Need Is Now Duran Duran-album, amely első helyig jutott az iTunes pop slágerlistán 15 országban. Ezt követően az együttes ismét turnézni kezdett. A 2012-es olimpiai játékokon 70 ezer ember előtt játszottak a Hyde Parkban. Következő albumuk, a Paper Gods 2015-ben jelent meg.

## Diszkográfia
A Discogs adatai alapján. Taylor összes albumát, a So Red The Rose kivételével a Duran Duran tagjaként adta ki.

### Stúdióalbumok

#### Duran Duran
- Duran Duran (1981)
- Rio (1982)
- Seven and the Ragged Tiger (1983)
- Thank You (1994)
- Astronaut (2004)
- Red Carpet Massacre (2007)
- All You Need Is Now (2011)
- Paper Gods (2015)
- Future Past (2021)

#### Arcadia
- So Red The Rose (1985)

### Válogatásalbumok
- Decade (1989)
- Night Versions (1998)
- Greatest (1998)
- Strange Behaviour (1999)
- The Essential Collection (2000)
- The Biggest and the Best (2012)

### Koncertalbumok
- Arena (1984)
- Live from London (2005)
- Live at Hammersmith '82! (2009)
- A Diamond in the Mind: Live 2011 (2012)

## Magánélete
Taylornak három gyermeke van első feleségével, Giovanna Cantone-val, akitől később elvált. 2007-ben összeházasodott Gisella Bernalesszel, Saint Lucián, első gyermekük 2011-ben született. Taylor jelenleg Londonban és egy 15. századi Warwickshire-i házban él.